# Balevounli
 (octobre 2016).
Si vous disposez d'ouvrages ou d'articles de référence ou si vous connaissez des sites web de qualité traitant du thème abordé ici, merci de compléter l'article en donnant les références utiles à sa vérifiabilité et en les liant à la section « Notes et références ».
Balevounli est un village de la région de l'Ouest au Cameroun situé dans le département de la Menoua, arrondissement de Dschang. Il appartient au groupement Foto. 
Il est limité au Nord par Nzih (Bafou), au Nord-ouest par Djeubou (Fongo-Tongo), à l'Ouest par Loung (toujours dans Fongo-Tongo), au Sud-ouest par Toula Foguimgo, au Sud par Letsa, au Sud-est par Lifée et à l'Est par Nou-Fotsap.

## Population
Balevounli comptait 1 364 habitants lors du dernier recensement de 2005. La population est constituée pour l’essentiel de Bamilékés.